# Racopilum magnirete
Racopilum magnirete är en bladmossart som beskrevs av Edwin Bunting Bartram 1944. Racopilum magnirete ingår i släktet Racopilum och familjen Racopilaceae. Inga underarter finns listade i Catalogue of Life.